# Reprezentacja Słowenii U-21 w piłce nożnej mężczyzn
Reprezentacja Słowenii U-21 w piłce nożnej – młodzieżowa reprezentacja Słowenii sterowana przez Słoweński Związek Piłki Nożnej. 
Młodzi Słoweńcy jak do tej pory ani razu nie zakwalifikowali się do Mistrzostw Europy U-21. 
W 2021 roku Młodzi Słoweńcy po raz pierwszy w historii zakwalifikowali się do Mistrzostw Europy U-21. Awans uzyskali jako gospodarze.

## Występy w ME U-21
- 1978 –1990 - jako Jugosławia
- 1992 –1994 - Nie brała udziału.
- 1996: Nie zakwalifikowała się.
- 1998: Nie zakwalifikowała się.
- 2000: Nie zakwalifikowała się.
- 2002: Nie zakwalifikowała się.
- 2004: Nie zakwalifikowała się.
- 2006: Nie zakwalifikowała się - przegrane baraże.
- 2007: Nie zakwalifikowała się.
- 2009: Nie zakwalifikowała się.
- 2011: Nie zakwalifikowała się.
- 2013: Nie zakwalifikowała się.
- 2015: Nie zakwalifikowała się.
- 2017: Nie zakwalifikowała się.
- 2019: Nie zakwalifikowała się.
- 2021: Runda grupowa.